# Вольфганг (пфальцграф Цвайбрюкену)
Вольфганг I (нім. Wolfgang von Pfalz-Zweibrücken; 26 вересня 1526 — 11 червня 1569), пфальцграф Цвайбрюкену в 1532—1569 роках, герцог Пфальц-Нойбургу в 1557—1569 роках.

## Життєпис

### Пфальцграф
Походив з Рейнських Віттельсбахів, гілки Цвайбрюкен. Єдиний син Людвига II, пфальцграфа Цвейбрюкену, і Єлизавети Гессенської. Народився 1526 року в Цвайбрюкені. Після смерті батька в 1532 році успадкував трон пфальцграфства. Втім чере малий вік регентом Цвайбрюккену було призначено його стрийка Рупрехта. Здобув лютеранську освіту. Лише 1543 року став самостійно панувати. Натомість передав Рупрехту частину пфальцграфства Цвайбрюкен з резиденцією в Фельденці.
1545 року оженився на представниці Гессенського дому. У 1546 році під час Шмалькальденьської війни імператор Священної Римської імперії Карл V окупував його протестантські території і відновив католицькі богослужіння. Окупація закінчилася в 1552 році. Був активним прихильником Аугсбурзького миру 1555 року.

### Герцог
У 1557 році у відповідності до Гайдельберзької угоди 1553 року отримав від курфюрста Пфальцу Отто Генріха I герцогство Нойбург. Того ж року видав положення про організацію лютеранської церкви у своїх володіннях, яке запозичило низько інших протестантських монархів Німеччини. 1558 року під час рейхстагу у Франкфурті-на-Майні, долучився до релігійної угоди, що була компромісом між кальвінізмом та лютеранством.
Аугсбургский світ 1555 року поклав кінець релігійного конфлікту, і в 1557 році кілька церковних держав в Німеччині були секуляризовані, деякі з яких отримав Вольфганг.
У 1566 році брав участь у військовій кампанії в Угорщині під час війни з Османською імперією. В подальшому був активним союзником гугенотів у Франції. 1568 року став одним з опікунів герцога Вюртембергу Людвига I.
У 1569 році Вольфганг прийшов на допомогу лідеру гугенотів прицну Людовику Конде з маже 15 тисячами найманців (7446 ландскнехтів і 7551 рейтар) під час Третьої гугенотської війни (армія фінансувалося англійською королевою Єлизаветою I). Він вдерся до Бургундії, але захворів під час військових дій й помер в Нексоні в Лімузені. Його було поховано 1570 року в Майзенгайме. Війська протестантів у Франції очолив Ворад фон Мансфельд.
Після його смерті пфальцграфство Цвейбрюкен був розділений між його синами Йоганном, Отто Генріхом, Карлом і Фрідріхом. Герцогство Нойбург отримав старший син Філіпп Людвиг.

## Родина
Дружина — Анна, донька ландграфа Філіппа Гессенського.
Діти:
- Христина (1546—1619)
- Філіпп Людвиг (1547—1614), герцог Пфальц-Нойбургу
- Йоганн (1550—1604), пфальцграф Цвайбрюкену
- Доротея Агнеса (1551—1552)
- Єлизавета (1553—1554)
- Анна (1554—1576)
- Єлизавета (1555—1625)
- Отто Генріх (1556—1604), пфальцграф Зульцбаху
- Фрідріх (1557—1597), пфальцграф Цвайбрюкен-Фогенстрау-Паркштайн
- Барбара (1559—1618), дружина графа Готфріда Еттінгена-Еттінгена
- Карл (1560—1600), пфальцграф Цвайбрюкен-Біркенфельду
- Марія Єлизавета (1561—1629), дружина графа Еміха XII фон Лейнінген-Дагсбург-Гарденбург
- Сузанна (1564—1565)